# Агте, Адольф Христофорович

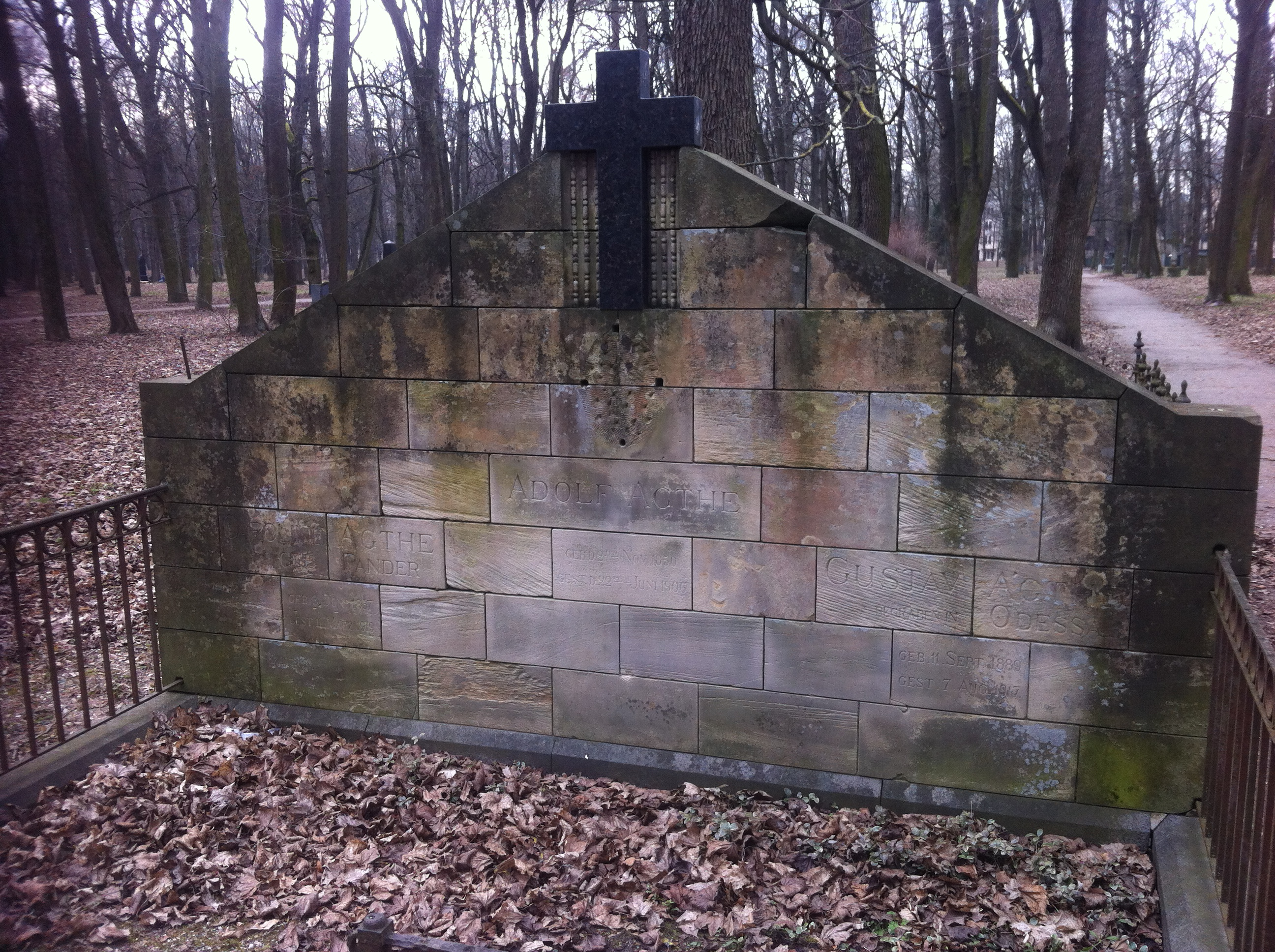
Надгробие Адольфа Агте на Большом кладбище

Агте, Адольф Христофорович (нем. Gustav Adolf Agthe; лат: Ādolfs Agte; 2 ноября 1850, Рига — 22 июня 1906, Рига) — инженер, балтийский немец. Главный инженер Риги с 1889 по 1899 год и управляющий акционерным обществом Рижской уличной железной дороги с 1899-го по 1906 год. Основатель застройки Межапарка.

## Биография
Родился в семье Домского органиста Иоганна Христофора Агте. С 1869-го по 1873 год изучал инженерное дело в Рижском политехническом училище. С 1874-го по 1877 год работал на Schweizer Nordostbahn в Швейцарии, где принимал участие в строительстве железнодорожного туннеля Винтертур — Детенберг.
После возвращения в Ригу с 1879-го по 1887 год Агте работал инженером, с 1889 по 1899 год был назначен главным инженером Риги. Под руководством Агте были построены Красные амбары на берегу Даугавы, понтонный мост через Даугаву, мостик через городской канал возле Бастионной горки.
Еще в XIX веке у Агте была идея построить вместо моста туннель под Даугавой, однако эта идея не реализовалась, поскольку зимой было сложно привозить туда снег, так как все ездили на конных упряжках с санями.
С 1899-го по 1906 год Агте руководил акционерным обществом Рижской уличной железной дороги (Aktien-Gesellschaft der Rigaer Straßenbahnen / Акцiонерное Общество Рижских Трамваевъ), обеспечив запуск первого электрического трамвая в Риге 23 июля 1901 года.
В 1895 году Агте начал скупать поместья на берегу Кишозера в Риге: Neuhof (Bulmerinckshof), Dragunshof, Heilshof с намерением поделить их на участки и продать под строительство частных вилл. В 1898 году Рижская городская управа по предложению Агте рассмотрела вопрос о создании парка отдыха и дачной колонии на берегу Кишозера в Царском лесу, выделив для этого городские земли. Так был основан Межапарк.
Первую линию трамвая Агте также протянул в сторону своих владений в Царском лесу.
В начале XX века в центре Хейльсхофа было три деревянных дома. Семья Агте занимала главное здание поместья в стиле барокко с верандой, где часто гостили художники и писатели, — например, Герхард Владимирович фон Розен.
Земля принадлежала семье Агте до середины 1930-х годов, когда была выкуплена в собственность города Риги.
Скончался в Риге и был похоронен на немецком Большом кладбище в Риге.

## Память
Здания поместья Хейльсхоф не сохранились — после Второй мировой войны на этой территории было построено Высшее военно-политическое училище имени Бирюзова.
В марте 2015 г. в Музее истории Риги и мореходства состоялась торжественная передача ценного подарка от Пьера и его сестры Катрины Агте — личные воспоминания их деда, сына Густава Адольфа Агте — Карла Александра Агте, в 6 томах, с фотографиями современников Адольфа Агте.
Семья живет в Швейцарии и рада, что «мемуары вернулись на место, где им надлежит быть». Семья Агте переехала в Цюрих, Швейцария, ещё до Первой мировой войны. Записи Карла Александра Агте также относятся и к этому периоду, и он описывает Ригу в 1912 году как находящуюся под влиянием большевистской революции, что и привело к решению покинуть город.